# Shahrestān di Neyriz
Lo shahrestān di Neyriz (farsi شهرستان نی‌ریز) è uno dei 29 shahrestān della provincia di Fars, in Iran. Il capoluogo è Neyriz. Lo shahrestān è suddiviso in 4 circoscrizioni (bakhsh): 
- Centrale (بخش مرکزی)
- Poshtkoh  (بخش پشتکوه), con capoluogo Moshkan.
- Ghatravieh (بخش قطرویه)
- Abadeh Toshk (بخش آباده طشک), con capoluogo Abadeh Toshk.